# Cephalispa curta
Cephalispa curta är en tvåvingeart som beskrevs av Couri, Pont och Penny 2006. Cephalispa curta ingår i släktet Cephalispa och familjen husflugor.
Artens utbredningsområde är Madagaskar. Inga underarter finns listade i Catalogue of Life.